# Konstanty Tarasiewicz
Konstanty Tarasiewicz (ur. 6 lipca 1935 w Górnowszczyźnie w powiecie nowogródzkim) – białoruski inżynier i działacz polskiej mniejszości narodowej na Białorusi. 

## Życiorys
W 1963 ukończył studia na Wydziale Energetyki Cieplnej Instytutu Inżynierii Budowlanej w Moskwie, po czym podjął pracę w Ministerstwie Montażu i Specjalnych Prac Budowlanych Białoruskiej SRR jako (kolejno) inżynier, naczelnik oddziału, dyrektor naczelny oraz wicedyrektor Zjednoczenia Produkcyjno-Montażowego. 
Po 1991 zaangażował się w polskie odrodzenie narodowe na Białorusi stając na czele miejskiego oddziału ZPB w Mińsku (1996–1998) oraz oddziału obwodowego na Mińszczyźnie (1998–2008). W 2000 objął funkcję wiceprzewodniczącego Związku Polaków na Białorusi. Obecnie jest przewodniczącym Rady Naczelnej ZPB uznawanego przez władze białoruskie.